# Barsikow (Wusterhausen/Dosse)
Barsikow ist ein Ortsteil der Gemeinde Wusterhausen/Dosse im Landkreis Ostprignitz-Ruppin in Brandenburg. Bis zur Eingemeindung am 1. Juli 2001 war Barsikow eine eigenständige Gemeinde.

## Lage
Barsikow liegt im Süden der Dosseniederung auf der Ruppiner Platte und im Naturpark Westhavelland, rund sieben Kilometer Luftlinie östlich von Neustadt (Dosse) und 20 Kilometer südwestlich von Neuruppin. Die Gemarkung des Ortes grenzt im Norden an Metzelthin, im Nordosten an Ganzer, im Osten an Rohrlack, im Südosten an Nackel, im Süden an Segeletz und im Westen an Bückwitz. Auf der Gemarkungsgrenze mit den Nachbarorten Metzelthin und Ganzer liegt der Fluss Schwenze.
Rund zwei Kilometer südlich von Barsikow liegt die Bundesstraße 5, rund vier Kilometer nordwestlich die Bundesstraße 167. Der Ort hatte einen Haltepunkt an der Bahnstrecke Neustadt–Herzberg, der Personenverkehr auf der Strecke wurde im Dezember 2006 eingestellt.

## Geschichte

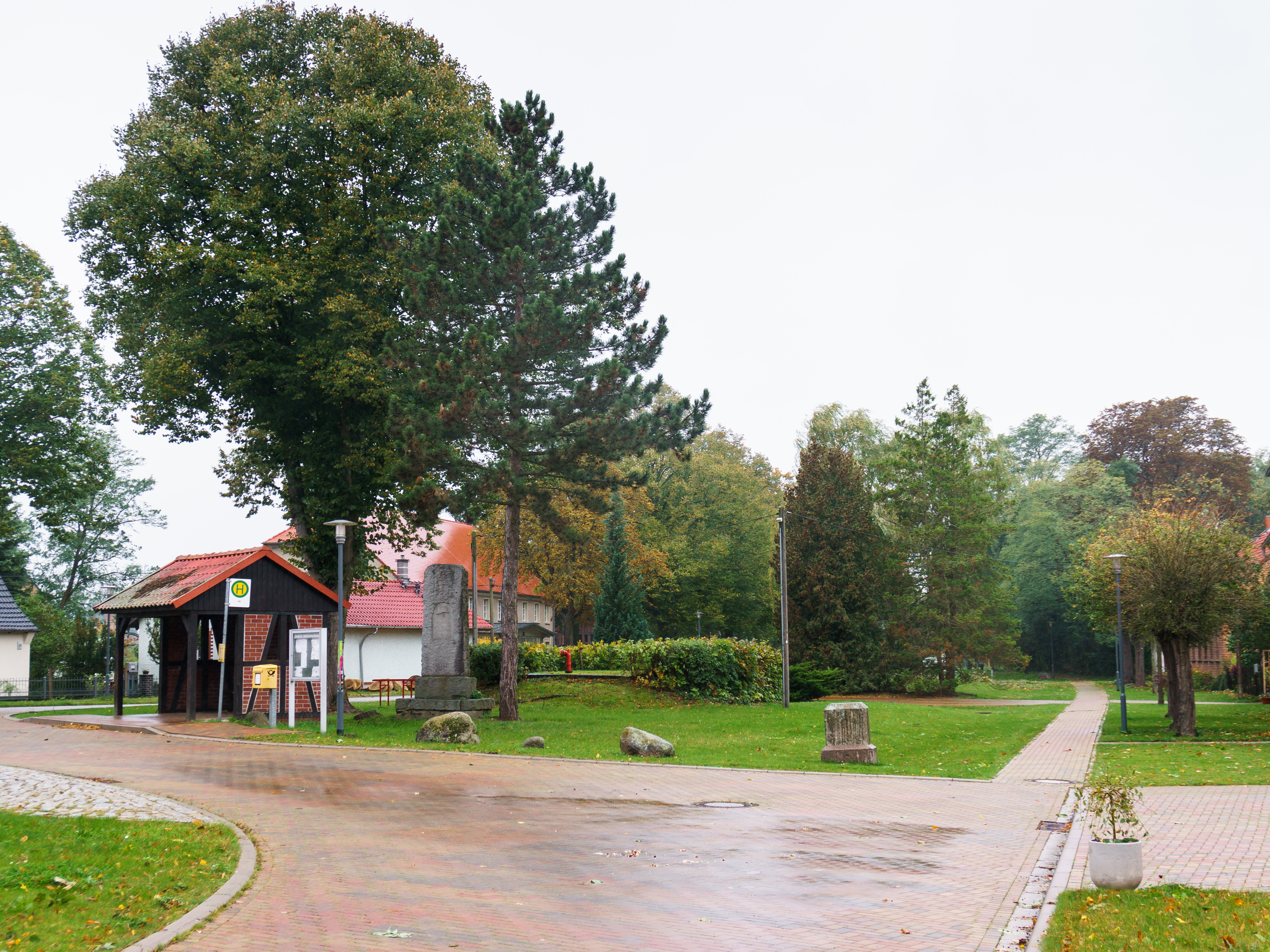
Preußischer Halbmeilenstein in der Dorfmitte von Barsikow

Erstmals urkundlich erwähnt wurde der Ort Barsikow im Jahr 1491 als Barssekow, bereits vorher tauchte der Name im Zusammenhang mit Personen auf. Die Großsteingräber bei Barsikow lassen darauf schließen, das die Ortslage bereits in der Jungsteinzeit besiedelt wurde. 1524 wurde der Ort Barsickow geschrieben, die heutige Ortsnamensform taucht vier Jahre später erstmals auf. Nach seiner Siedlungsform ist Barsikow ein Angerdorf.
Zum Zeitpunkt der Ersterwähnung lebten in Barsikow der Dorfschulze und elf Hufnerfamilien, die insgesamt 19 Hufen hielten. Im Laufe der Zeit war Barsikow in mehreren Gütern unter verschiedenen Adelsgeschlechtern aufgeteilt. Der Gutsanteil I gehörte von der Ersterwähnung an der Familie von Gühlen zu Kränzlin. Im Jahr 1524 kam das Dorf an den kurfürstlich-brandenburgischen Ruppinischen Kreis. Der Gutsanteil II kam 1527 ebenfalls in den Besitz der von Gühlen. Der dritte Gutsanteil gehörte bereits vor 1491 den von Meseberg zu Rohrlack. Der vierte Gutsanteil gehörte zum Zeitpunkt der Ersterwähnung der Familie Schönermark aus Wusterhausen. 1540 lebten in Barsikow der Schulze, 17 Hufner, ein Kossät und ein Hirte.
Für das Jahr 1541 ist erstmals der fünfte Gutsbezirk Barsikow als Besitz der von Gühlen zu Nackel verzeichnet. Der sechste Gutsanteil, ein Kossätenhof, wurde 1555 erstmals erwähnt und war damals Besitz der von Brunn. 1624 lebten im Ort 17 Hufner, drei Kossäten, ein Schäfer und vier Hausleute. Im Dreißigjährigen Krieg wurde Barsikow verwüstet, im Jahr 1651/52 waren von 17 Hufen 15 wüst, von drei Kossätenhöfen waren zwei noch besetzt. 1651 kamen die Gutsanteile I und II in den Besitz der Herren von Kröcher und wurden von ihnen zu einem Anteil vereinigt. Der Gutsanteil IV fiel 1686 wüst und ging auch an die von Kröcher. 1687 gab es in Barsikow drei Zweihufen (von denen zwei noch wüst lagen), zehn Anderthalbhufen (sechs davon wüst), einen wüsten Einhufen, drei Kossätenhöfe (von denen einer wüst lag), drei Einlieger, zwei Pachtschäfer, je einen Schweine- und einen Kuhhirten. Des Weiteren gab es achteinhalb Ritterhufen und drei Pfarrhufen und 23 Bauernfamilien im Ort.
1698 verkaufen die von Kröcher ihre Gutsanteile an die Familie von Maltitz. Der dritte Gutsanteil ging 1698 an die Familie von Quast und neun Jahre später an die von Möllendorf. Im Jahr 1716 listet das Einwohnerverzeichnis für Barsikow dreizehn Hufner, zwei Kossäten, einen Pachtschäfer, einen Kostknecht und einen Kuhhirten ohne Vieh. In der folgenden Zeit wechselten die Besitzungen häufiger. 1720 ging der fünfte Gutsanteil an die von Kröcher zu Lohm. Der Gutsanteil I ging 1748 in den Besitz der Familie von Mützschefahl und 1761 an die von Redern, der dritte Gutsanteil kam bereits 1740 in den Besitz der Familie von Ziethen. Ab 1751 hielten die von Ziethen die Grundherrschaft über das ganze Dorf mit Ausnahme des Gutsbezirkes I, der wiederum 1777 in den Besitz der Familie Krüger von Kriegsheim überging. Die briefadelige Familie, 1769 in Wien nobilitiert, und seit 1771 fast nur noch von Kriegsheim genannt, bildet danach eine eigene Familienlinie Barsikow heraus, beginnend mit dem Major Friedrich von Kriegsheim-Barsikow (1780–1819) und seiner Frau Dorothea von dem Knesebeck-Langenapel.
Im Jahr 1800 hatte Barsikow 36 Feuerstellen mit fünfzehn Bauern, zwei Kossäten, einem Halbkossäten, sieben Büdnern, 15 Einliegern und zwei Krügern. Zudem gab es in dem Dorf eine Schmiede. Ab April 1817 gehörte Barsikow zum im Vergleich zum vorherigen Ruppinischen Kreis nur unwesentlich veränderten Kreis Ruppin im Regierungsbezirk Potsdam der preußischen Provinz Brandenburg. Im Jahr 1840 gab es in Barsikow 40 Wohngebäude und eine Holländerei. Für 1860 sind im Dorf Barsikow ein Gasthaus und eine Windmühle verzeichnet, zudem sechs öffentliche Bauten und 44 Wohn- sowie 60 Wirtschaftsgebäude. Der Gutsanteil I hatte sechs Wohn- und vier Wirtschaftsgebäude und der Gutsanteil II (Charlottenau) sechs Wohn- und fünf Wirtschaftsgebäude. Für 1879 sind im zuerst publizierten Generaladressbuch der Rittergutsbesitzer des Königreiches Preußen für Barsikow I und II die verwitwete Frau Hauptmann von Kriegsheim veröffentlicht, gesamt 296 ha. Luise, geborene von Bonin (1841–1893), Tochter des Generals Adolf von Bonin, übernahm kurz den Gutsbetrieb für ihren verstorbenen Mann, respektive bis zum Ausbildungsende des Erben. 1891 waren für das Dorf Barsikow folgende Einwohner verzeichnet: neun Bauern (inklusive des Dorfschulzen), ein Halbbauer, zwei Gastwirte, ein Kossät, 28 Büdner, ein Landeigentümer und der Besitzer der Windmühle; sowie 59 weitere Bewohner ohne Grundbesitz. Zu Beginn des 20. Jahrhunderts hatte das Dorf 40 Häuser, der Gutsbezirk I hatte 12 Häuser und der Gutsbezirk II war wüst. Einige Jahre später war der Ritterschaftsrat Adolf von Kriegsheim Eigentümer der 564 ja umfassenden Barsikower Rittergüter I, II und III. Für 1914 bestätigen sich diese Daten, hier mit 583 ha. Die Kriegsheim hatten inzwischen einen Familienfideikommiss eingerichtet, welches die Erbfolge in der männlichen und zur Stärkung des Besitzes nur auf eine einzige Person sichern sollte. In etwa zeitgleich wurde Adolf von Kriegsheim-Barsikow Domherr zu Brandenburg und Kurator der dortigen Adelsschule Ritterakademie, wo er selbst zuvor im Internat war. Als Domherr wurde ihm eine Präbende I. Klasse verliehen, welches Einfluss auf die finanzielle Vergütung für dieses Amt mit sich führte.
1928 fusionierte die Gemeinde Barsikow mit dem Gutsbezirk I zu der neuen Gemeinde Barsikow. Kurz vor der großen Wirtschaftskrise hatten die Barsikower Güter des Krafft von Kriegsheim genau 586 ha. Größere landwirtschaftliche Höfe im Ort Barsikow betrieben die Familien Rudolf Bork, Theodor Bulle, Hermann Schönberg, Ewald Neumann, Adolf Schröder und Otto Wolf. Kriegsheim unterhielt noch erfolgreich eine landesweit bekannte Pferdezucht.
Nach dem Ende des Zweiten Weltkrieges und der darauf folgenden Bodenreform in der Sowjetischen Besatzungszone wurden die Grundbesitzer in Barsikow enteignet und die insgesamt 633,68 Hektar Land auf 83 Neubauern verteilt. Bei der Kreisreform in der DDR kam die Gemeinde zum Kreis Kyritz im Bezirk Potsdam. Ein Jahr später schlossen sich die ersten Bauern in Barsikow zu einer Landwirtschaftlichen Produktionsgenossenschaft vom Typ I zusammen. Diese hatte 1964 bereits 44 Mitglieder und eine Grundfläche von 399 Hektar Land. Nach der Wiedervereinigung gehörte Barsikow noch für drei Jahre zum Landkreis Kyritz. 1992 schloss sich die Gemeinde zur Erledigung ihrer Verwaltungsgeschäfte dem Amt Wusterhausen an. Seit Dezember 1993 liegt Barsikow im Landkreis Ostprignitz-Ruppin. Am 1. Juli 2001 wurde Barsikow nach Wusterhausen/Dosse eingemeindet.

## Dorfkirche Barsikow
Die Dorfkirche Barsikow wurde während des 14. Jahrhunderts erbaut und existierte zum Zeitpunkt der Ersterwähnung Barsikows bereits. Die drei Glocken in der Kirche stammen aus dem Jahr 1513. Die Kirche ist ein Feldsteinbau, der schiffsbreite Westturm wurde später ergänzt, die Putzgliederung und die Schweifhaube stammen aus dem Jahr 1743. Einen größeren Umbau erlebte die Kirche im Jahr 1904, als die Fenster erneuert und das Westportal ergänzt wurde. Im Inneren der Kirche befindet sich eine hölzerne Empore mit einer Orgel von Friedrich Hermann Lütkemüller aus dem Jahr 1852. Zwischen 2006 und 2011 wurde die Kirche Barsikows saniert. Die Kirche ist seit 2006 eine Turmherberge am Pilgerweg Berlin–Wilsnack.
1541 gehörte Barsikow zur Superintendentur Wusterhausen. 1975 wurde die Pfarrstelle aufgelöst und Barsikow zu einer Filialkirche von Segeletz. Der Pfarrsprengel Segeletz gehört zum Kirchenkreis Prignitz und ist Teil der Evangelischen Kirche Berlin-Brandenburg-schlesische Oberlausitz.

## Bevölkerungsentwicklung
| Jahr | Einwohner |
| ---- | --------- |
| 1875 | 431       |
| 1890 | 408       |
| 1910 | 414       |

| Jahr | Einwohner |
| ---- | --------- |
| 1925 | 391       |
| 1933 | 342       |
| 1939 | 289       |

| Jahr | Einwohner |
| ---- | --------- |
| 1946 | 556       |
| 1950 | 573       |
| 1964 | 430       |

| Jahr | Einwohner |
| ---- | --------- |
| 1971 | 394       |
| 1981 | 324       |
| 1985 | 321       |

| Jahr | Einwohner |
| ---- | --------- |
| 1989 | 294       |
| 1995 | 255       |
| 2000 | 256       |

Gebietsstand des jeweiligen Jahres

## Persönlichkeiten
- Adolf von Kriegsheim (1862–1917), Domherr zu Brandenburg und Rittergutsbesitzer